# Herz Jesu (Gommern)

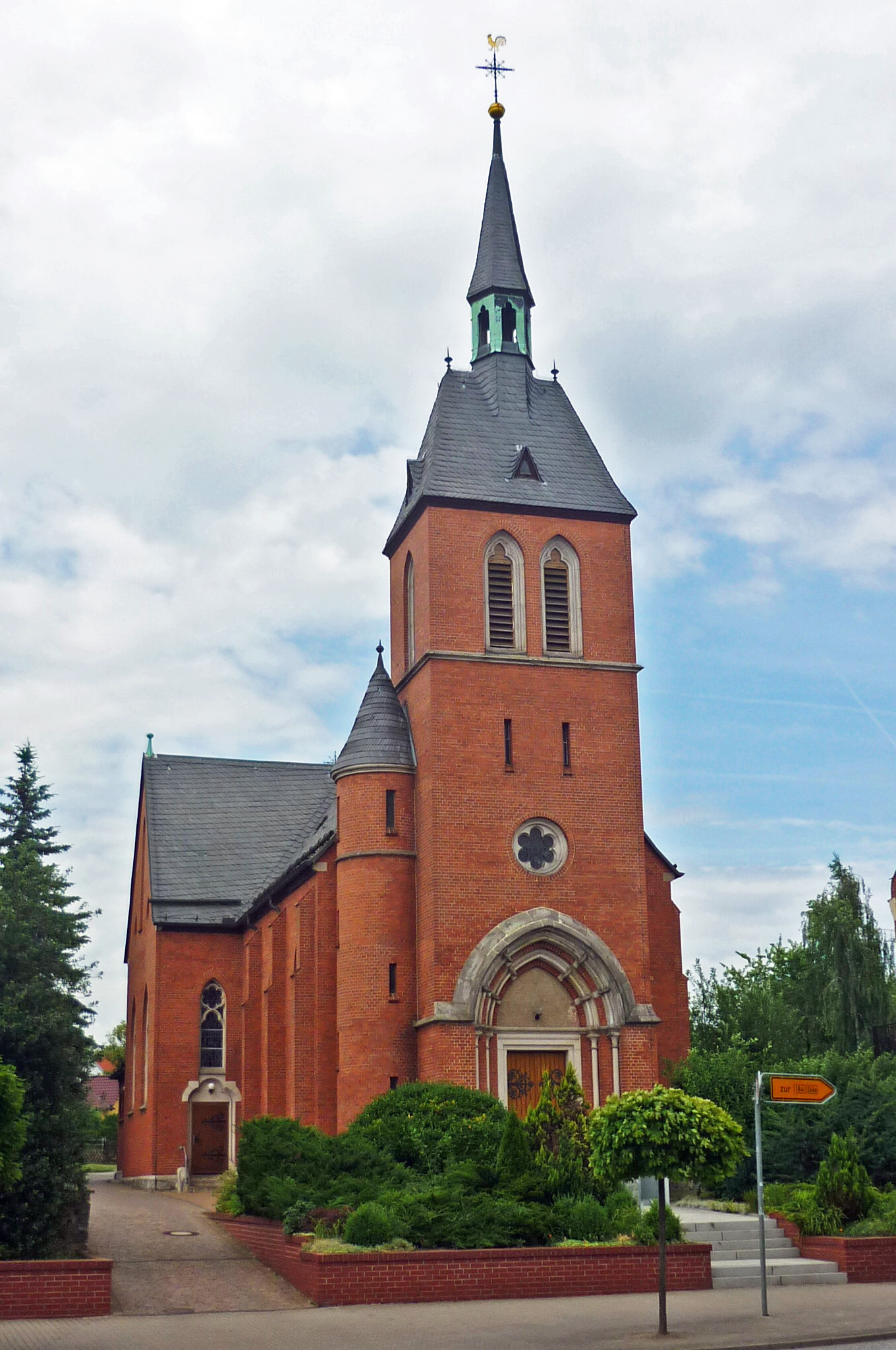
Herz-Jesu-Kirche

Die Kirche Herz Jesu ist die katholische Kirche in Gommern, einer Stadt im Landkreis Jerichower Land in Sachsen-Anhalt. Die nach dem Heiligsten Herzen Jesu benannte Kirche gehört zur Pfarrei St. Johannes der Täufer mit Sitz in Burg und ist die südlichste Kirche im Dekanat Stendal des Bistums Magdeburg. Sie ist im Denkmalverzeichnis des Landes Sachsen-Anhalt unter der Erfassungsnummer 094 76154 als Baudenkmal aufgeführt und hat die Adresse Am Weinberg 1a.

## Geschichte
In der Stiftungsurkunde für das Bistum Brandenburg aus dem Jahr 948 wird Gommern mit seiner damaligen Ortsbezeichnung Guntmiri erstmals erwähnt. Es hatte zu dieser Zeit die Stellung eines Burgwards und wurde als solches 965 durch Otto I. dem Moritzkloster in Magdeburg geschenkt. Im 12. Jahrhundert kam Gommern unter die Herrschaft von Albrecht dem Bären und so zum Herzogtum Sachsen. Damit bildete es eine Enklave im magdeburgisch-brandenburgischen Einflussbereich. 1192 wird bereits eine Stadtkirche erwähnt. Von 1283 bis 1308 musste Gommern an das Erzbistum Magdeburg und von 1418 bis 1539 an die Stadt Magdeburg verpfändet werden. Aus dem Burgward entwickelte sich im 12. Jahrhundert eine dörfliche Siedlung entlang einer Straße zu Füßen der Burg.
1529 begann in Gommern die Reformation. 1530 oder 1533 trat mit Johann Morick der letzte katholische Pfarrer von seinem Amt zurück, sein Nachfolger, Johann Blume, führte die Reformation ein. Dadurch wurde Gommern mit seiner Bevölkerung und seiner Kirche für die folgenden Jahrhunderte evangelisch-lutherisch geprägt.
Mit der Neuordnung der kirchlichen Verhältnisse in den preußischen Gebieten wurde Gommern, wo damals zehn Katholiken wohnten, 1829 zunächst der Pfarrei Magdeburg-Altstadt zugeordnet, kam aber später mit den ganzen Landkreisen Jerichow I und Jerichow II zur Pfarrei Burg.
Erst gegen Ende des 19. Jahrhunderts siedelten sich im Zuge der Industrialisierung wieder Katholiken in größerer Zahl in Gommern an. Begünstigt wurde dies durch die 1874 eröffnete Bahnstrecke Biederitz–Trebnitz sowie die 1890 in Betrieb genommene Zuckerfabrik Gommern. Auch in der Landwirtschaft und im Steinbruch fanden die zugezogenen Katholiken Arbeitsmöglichkeiten.
1890 war die Zahl der Katholiken im Bereich von Gommern auf 361 angestiegen. Da in Gommern und der näheren Umgebung kein katholischer Priester tätig war, gründeten am 26. Dezember 1892 einige Männer den Verein polnischer Katholiken.
Da die Pfarrei Burg die Seelsorge in Gommern nicht leisten konnte, betreute der Missionsvikar aus Schönebeck (Elbe) die Katholiken in Gommern. Am 3. April 1893 (Ostermontag) fand in einem Saal des Hotels Roch (Deutsches Haus) durch Missionsvikar Wilhelm Vaupel aus Schönebeck der erste katholische Gottesdienst seit der Reformation in Gommern statt. Von da an wurde zweimal im Monat im Hotel Roch katholischer Gottesdienst gehalten.
1894 wechselte man in die Scheune das Gasthofes Uebe (Zur Sonne), die dafür zu einer Notkirche ausgebaut wurde. Am 1. April 1894 wurde eine katholische Schule in zwei angemieteten Räumen an der Salzstraße eröffnet.
Am 10. April 1894 bekam Gommern mit dem Neupriester Franz Dunkelberg seinen ersten ortsansässigen Priester, womit die katholische Gemeinde Gommern begründet wurde. Am 1. Mai 1897 wurde die Missionsvikarie Gommern errichtet. Zur Missionsvikarie gehörten neben Gommern unter anderem Loburg, wo es 1909 zum Bau einer eigenen Kirche kam, sowie Leitzkau und Plötzky. Von diesem Zeitpunkt an wurden in Gommern katholische Kirchenbücher geführt. Schon bald wurde ein Grundstück erworben, auf dem später die Kirche erbaut wurde. Das dort bereits vorhandene Haus wurde als Pfarrhaus genutzt. Zunächst wurde ein Schulhaus erbaut, es entstand nach Plänen des Architekten Peter Geimer und wurde am Himmelfahrtstag 1900 eingeweiht. Auch die Gottesdienste fanden von nun an in dem Schulgebäude statt.

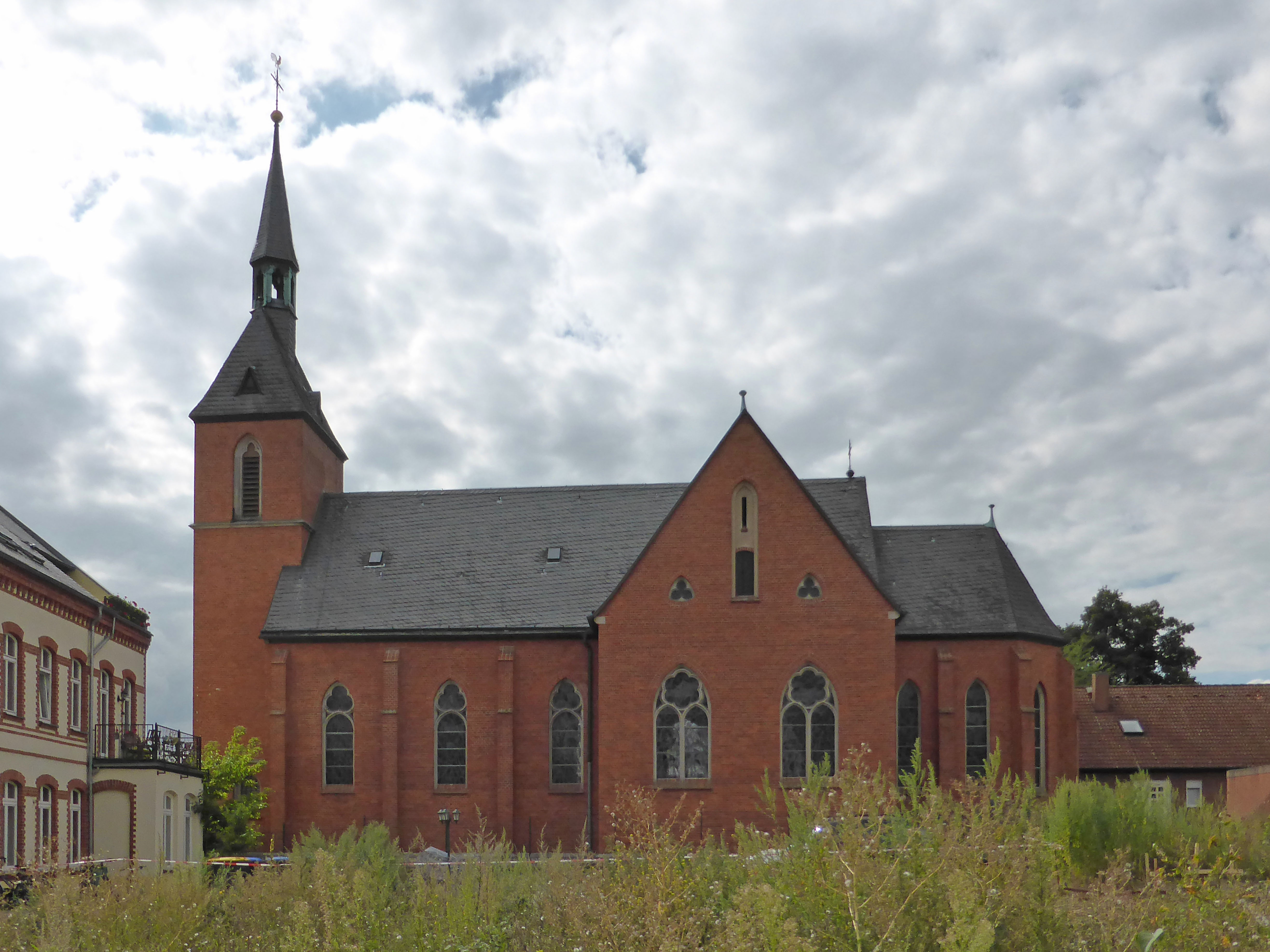
Ostseite

Am 1. April 1902 erfolgte der erste Spatenstich für den Kirchbau, und am 27. April 1902 fand bereits die Grundsteinlegung statt. Am 9. Juli 1903 vollzog Wilhelm Schneider, Bischof des Bistums Paderborn, zu dem Gommern damals gehörte, die Konsekration der neuen Kirche. Um 1905 bekam die Kirche ihre erste Orgel, 1937 wurde sie erneuert, ihr erster Prospekt ist bis heute erhalten.
In der Zeit des Nationalsozialismus wurde die katholische Schule im April 1939 auf Anweisung der staatlichen Machthaber geschlossen. Im Herbst 1939 wurden im Zuge der Saar-Offensive Evakuierte aus dem Saarland in das Innere des Reichsgebiets gebracht. Infolgedessen kamen vorübergehend weitere Katholiken nach Gommern.
Im Zuge der Flucht und Vertreibung Deutscher aus Mittel- und Osteuropa 1945–1950 erhöhte sich auch in Gommern und den umliegenden Ortschaften die Zahl der Katholiken erheblich. Am 12. Mai 1948 wurde die Pfarrei Gommern errichtet. Am 4. Dezember 1948 wurde in Güterglück eine Kuratie gegründet, die als Tochtergemeinde zur Pfarrei Gommern gehörte und in der es 1962 zur Benediktion einer eigenen, inzwischen wieder aufgegebenen Kapelle kam.
Am 1. Juli 1960 wurde das Dekanat Burg errichtet, dem die Pfarrei Gommern mit ihrer Kuratie Güterglück zugeordnet wurde.
1970 verließ der letzte Kuratus Güterglück, und 1980 wurde die Kuratie Güterglück wieder aufgelöst. Heute gehören Katholiken in Güterglück zur Pfarrei Roßlau (Elbe).
Am 1. Februar 2006 wurde der Gemeindeverbund Burg-Gommern-Loburg errichtet, dem die Pfarrei Herz Jesu von da an angehörte. Damals gehörten rund 820 Gemeindemitglieder zur Pfarrei Gommern. Im Sommer 2006 trat der letzte ortsansässige Priester von Gommern in den Ruhestand. Am 2. Mai 2010 entstand aus dem Gemeindeverbund die heutige Pfarrei Burg, zu der seitdem auch die Herz-Jesu-Kirche gehört.
Die Volkszählung in der Europäischen Union 2011 zeigte, dass von den 10.919 Einwohnern der Stadt Gommern 450, rund 4,1 %, der römisch-katholischen Kirche angehörten. Die Mehrzahl der Einwohner gehörte keiner Religionsgemeinschaft an. 2023 gehörten noch rund 250 Katholiken zur Herz-Jesu-Kirche.

## Lage, Architektur und Ausstattung
Die im Baustil der Neogotik errichtete Kirche besitzt den höchsten Turm von Gommern. Die Kirche mit ihrem kreuzförmigen Grundriss wurde 1902–1903 aus rotem Backstein-Mauerwerk nach Plänen des Paderborner Diözesanbaumeisters Arnold Güldenpfennig erbaut. Güldenpfennig wandelte dafür seinen Entwurf der 1894–1899 erbauten Zeitzer Kirche St. Peter und Paul nur leicht ab. Westlich des Schiffs befindet sich der etwas eingezogene Kirchturm, dessen rechteckiger Grundriss quer zum Kirchenschiff angeordnet ist. Seitlich des Turms befinden sich runde Treppentürme. Der Turm trägt ein Walmdach und wird von einer Laterne, einer Turmkugel und einem Wetterhahn bekrönt. Die heutigen farbverglasungen der Fenster wurden um 1957 von Christof Grüger entworfen, die früheren Fenster waren dunkler gehalten.

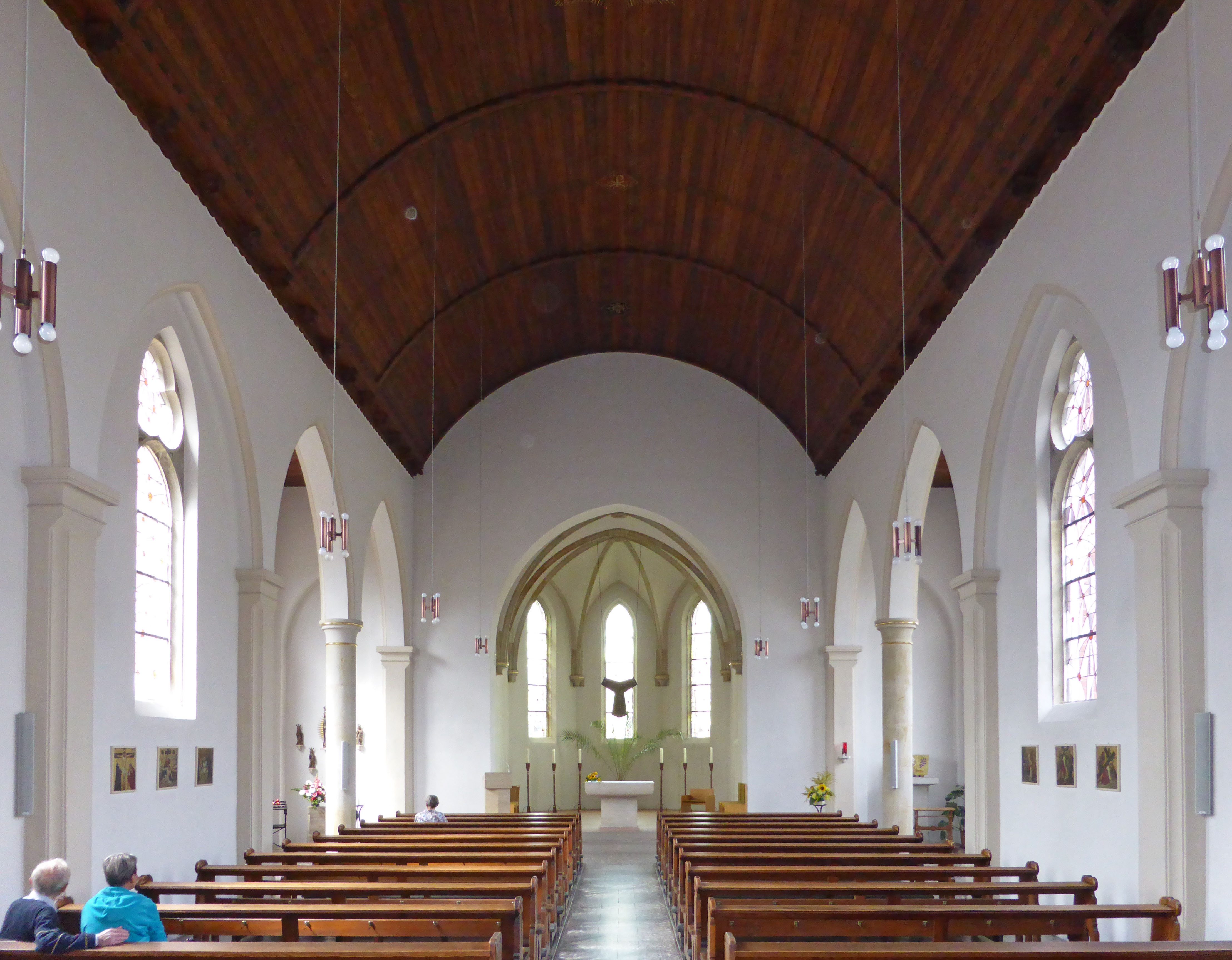
Inneres

Das Innere der Kirche wird von einer hölzernen, teilweise bemalten Tonnendecke überspannt, die Kirchenbänke bieten 140 Besuchern Sitzplätze. Der Chor verfügt über ein Kreuzrippengewölbe. Das Kirchenschiff ist vom Querhaus durch eine auf Säulen ruhenden Arkade aus zwei Spitzbögen abgetrennt. Auf der Westseite des Kirchenschiffs befindet sich eine Empore, darunter der Beichtstuhl und der Schriftenstand. In den Jahren 1963 und 1964 wurde das Innere instand gesetzt. Bemerkenswert ist ein 1964 geschaffenes, kupfernes Hängekreuz über dem Altar von der Erfurter Künstlerin Hildegard Hendrichs. Im nördlichen Seitenschiff befindet sich an der Ostwand eine etwas unterlebensgroße geschnitzte Figur der Muttergottes im Strahlenkranz sowie fünf kleine, weibliche Heilige darstellende Figuren, vor denen Opferkerzen aufgestellt werden können. Die Figuren stammen bereits aus der ersten Hälfte des 15. Jahrhunderts und entstammen wohl einem Schnitzaltarretabel. Im südlichen Seitenschiff haben der Tabernakel und der Taufstein, der von einer den Heiligen Geist symbolisierenden Taube bekrönt wird, ihren Platz. An den Seitenwänden hängen 14 Kreuzwegbilder.

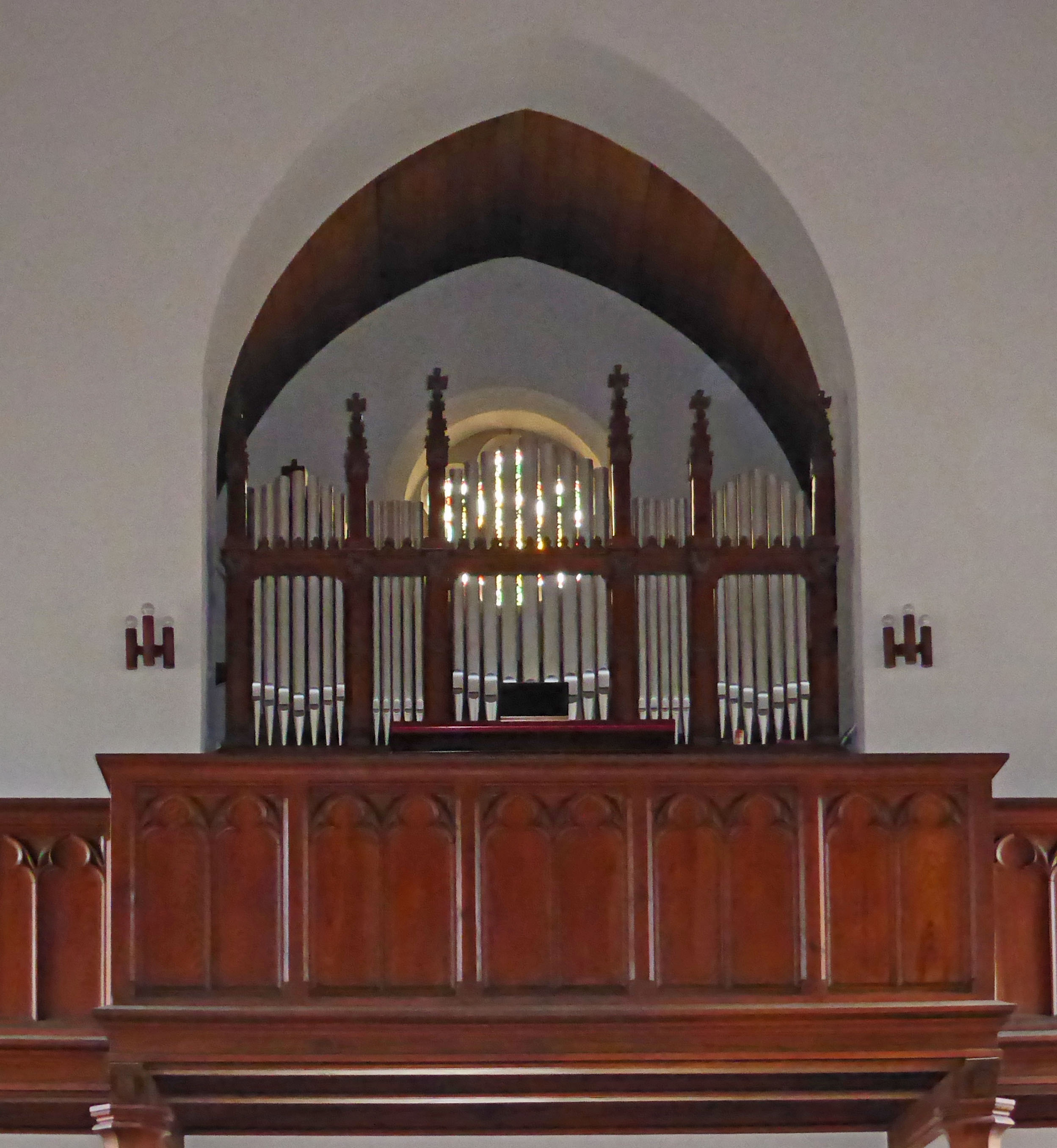
Orgel

Die Orgel der Kirche wurde ursprünglich 1904 oder 1906 von der Langensalzaer Orgelbauwerkstatt Petersilie geschaffen und 1937 vom Magdeburger Orgelbaumeister Brandt erneuert. Sie verfügt über fünf Register (Gedackt 8′, Prinzipal 4′, Rohrflöte 4′, Waldflöte 2′ und Mixtur 3 f) auf einem Manual und ein weiteres Register (Subbaß 16′) auf dem Pedal sowie über Oktavkoppeln.